# كبريتيد إنديوم ثلاثي
 كبريتيد إنديوم ثلاثي  (بالإنجليزية: Indium(III) sulfide)‏ مركب كيميائي له الصيغة In2S3 ، ويكون على شكل مسحوق بلوري أحمر .